# Matulji
Matulji (ital. Mattuglie) ist eine Gemeinde in der Gespanschaft Primorje-Gorski kotar, Kroatien, etwa 13 km nordwestlich von Rijeka.
Matulji fungiert seit dem Ausbau von Abbazia (heute Opatija) durch die österreichische Südbahngesellschaft als Bahnstation für den Meereskurort. Bis 1933 führte von Matulji die Straßenbahn Abbazia in die Ferienorte der Kvarner Bucht, mit Endstation in Lovran. Einer der Initiatoren und Konzessionär war 1908–1933 der Bauunternehmer Jakob Ludwig Münz.
Wahrzeichen des Ortes ist die Christ-Königs-Kirche. Sie wurde im Jahre 1834 in historistischem Stil errichtet. Der Tourismus spielt eine wichtige wirtschaftliche Rolle. Man propagiert das Bergwandern an den Abhängen der Učka und Líšina, die Besichtigung der mittelalterlichen Städtchen Kastav und Veprinac und das Baden in Opatija sowie in der Bucht Preluk. Als besondere Attraktion gilt der Karneval im Januar/Februar mit seinem Perchtenzug, der Maskentänzer aus der ganzen Region versammelt.

## Weblink
- Touristische Darstellung